# Comando de Bombardeo
El Comando de Bombardeo (en inglés: Bomber Command) es una unidad militar organizativa compuesta por bombarderos, que por lo general está subordinada a la Fuerza Aérea de un país. Muchos países tienen un Comando de Bombardeo, aunque los más famosos son los de Reino Unido y Estados Unidos. 

## Comando de Bombardeo de la RAF
El Comando de Bombardeo de la RAF (Royal Air Force, Real Fuerza Aérea Británica) se creó en el año 1936 con el objetivo de centralizar todas las actividades de bombardeo de la RAF. Durante la Segunda Guerra Mundial (SGM) generó mucha controversia entre la gente, ya que algunos lo califican de heroico y otros de infame por sus campañas de bombardeos nocturnos masivos contra las ciudades del Tercer Reich y de la Europa ocupada. Sus bombarderos causaron cientos de miles de víctimas civiles, además de la destrucción o inutilización de fábricas, caminos, ferrocarriles, etc.
Gran cantidad de su personal durante la SGM no era británico. Gracias al British Commonwealth Air Training Plan (Plan de entrenamiento aéreo para la Commonwealth británica), muchas naciones pertenecientes a la Commonwealth pudieron contribuir al esfuerzo bélico del Comando de Bombardeo con escuadrones o con individuos. Por ejemplo, el Grupo N.º 6 de la RAF, que representaba un sexto de los bombarderos del Comando, era una unidad de la RCAF (Royal Canadian Air Force, Real Fuerza Aérea Canadiense). Además, un relativamente pequeño porcentaje del personal del Comando provenía de países de la Europa ocupada. 

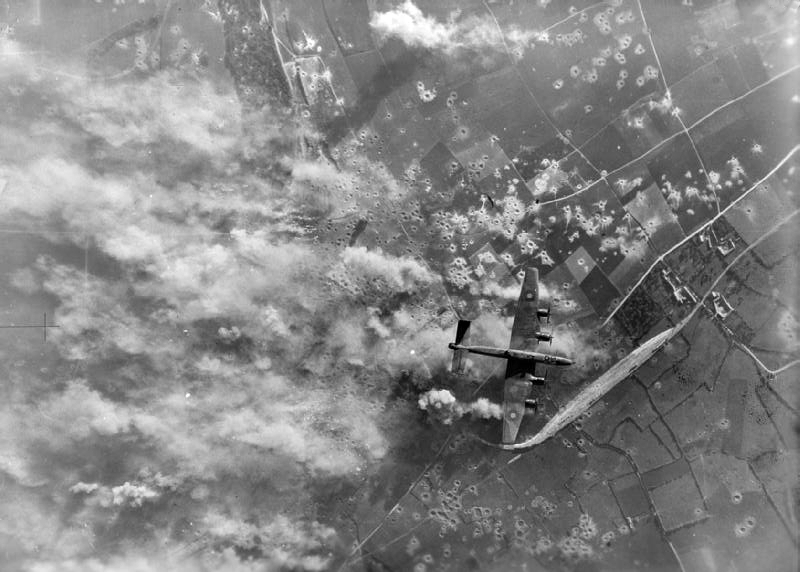
Bombarderos Halifax del Comando de Bombardeo sobre un blanco en la Europa ocupada.

En su mejor momento, el Comando de Bombardeo podía situar sobre los cielos de Alemania más de 1000 bombarderos. Sin embargo, el precio pagado fue muy alto, ya que más de 12.000 aviones del Comando fueron derribados durante la SGM y 55.500 tripulantes murieron, lo que la convirtió en la unidad británica con el mayor porcentaje de muertes. 
El Comando de Bombardeo de la RAF operó varios modelos de aviones, desde los obsoletos y vulnerables Fairey Battle en 1939, hasta el mejor bombardero pesado británico de la SGM, el Avro Lancaster. El Comando no solo utilizó aviones de fabricación británica sino que también operó numerosos B-17 Flying Fortress y B-24 Liberator, que eran aviones de origen estadounidense.
En el año 1968, el Comando de Bombardeo de la RAF se fusionó en el Comando de Ataque de la RAF.

## USAAF
Mientras el Comando de Bombardeo de la RAF era una organización única, que se reportaba directamente al CHIEF OF THE AIR STAFF, existían numerosos Comando de Bombardeo en la USAAF (United States Army Air Force, Fuerza Aérea del Ejército de los Estados Unidos). Eran formaciones subordinadas, que debían reportarse por lo general a varias fuerzas aéreas alrededor del mundo. De todas estas organizaciones, cuatro fueron utilizadas en bombardeos estratégicos al Tercer Reich y a Japón: VIII Comando de Bombardeo, XV Comando de Bombardeo, XX Comando de Bombardeo y el XXI Comando de Bombardeo.

### VIII Comando de Bombardeo

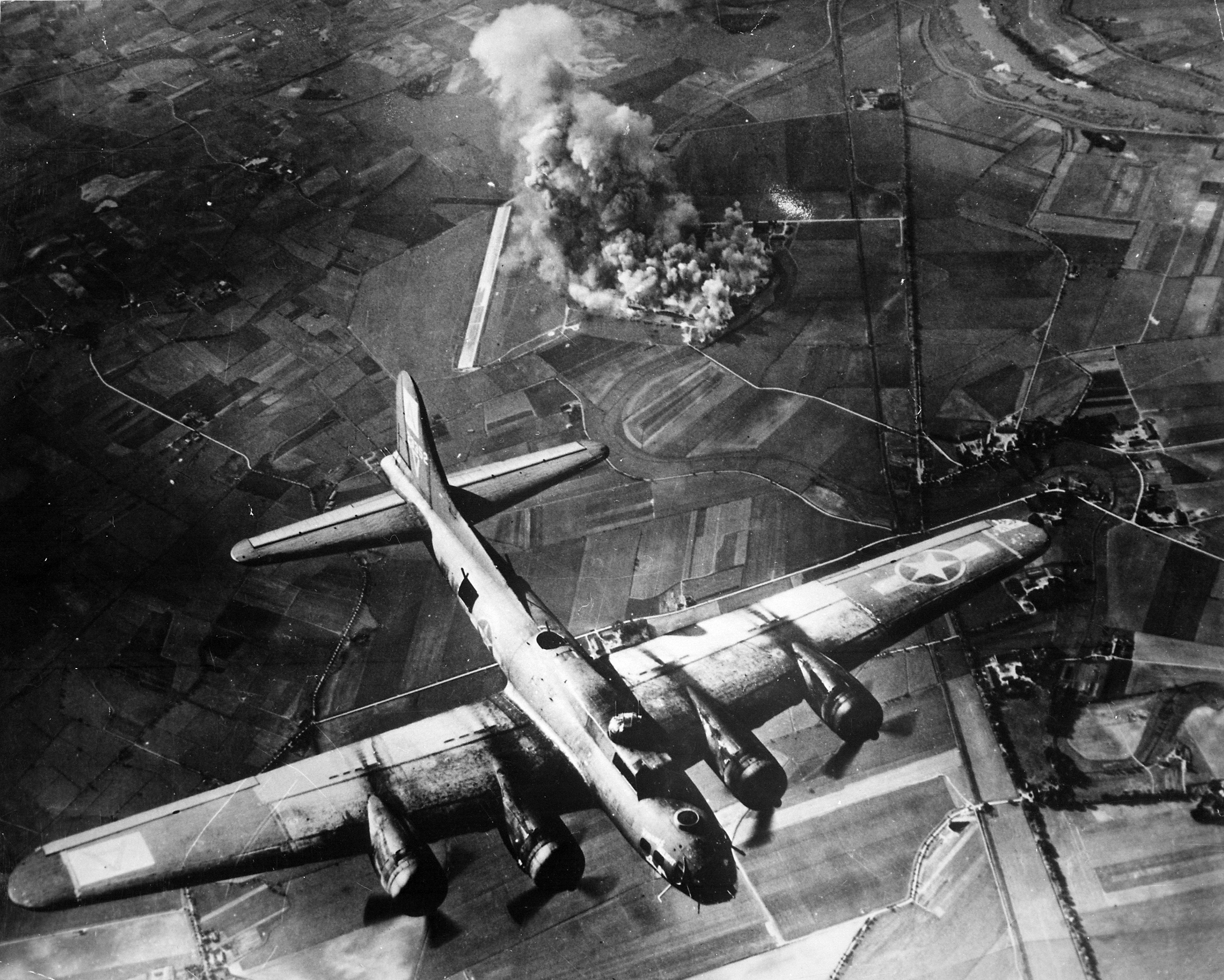
B-17 de la 8.ª Fuerza Aérea bombardeando una planta de Focke Wulf en Marienburg, Alemania, 1943.

El VIII Comando de Bombardeo estaba basado en Gran Bretaña y era el arma estratégica de la 8.ª Fuerza Aérea. Contribuyó sustancialmente en la Operación Pointblank, que era una campaña de bombardeo diurno y nocturno que efectuaron la USAAF y la RAF con el objetivo de eliminar a la Luftwaffe en preparación para la invasión de la Europa ocupada. El VIII Comando utilizó principalmente dos aviones: el B-17 Flying Fortress y el B-24 Liberator; mientras que el B-17 era el más apreciado por las tripulaciones, el B-24 tenía un mayor alcance y podía cargar más bombas. 
El VIII Comando de Bombardeo, conocido como "Pinetree" (pino), comenzó sus bombardeos estratégicos sobre Europa el 17 de agosto de 1942 en misiones diurnas, debido a la percepción de sus Comandos de que los ataques a la luz del día eran más precisos y eficientes que los nocturnos. Sin embargo, tanto la RAF como la Luftwaffe habían probado el bombardeo diurno no bien comenzó la SGM y lo habían abandonado debido a las graves pérdidas sufridas. Hasta junio de 1943, el Comando no pudo poner en el aire más de 100 bombarderos por lo que limitó sus blancos a la Francia ocupada y los Países Bajos. Durante la segunda mitad de 1943, se realizaron varios ataques contra la industria manufacturera de aviones alemana, pero al encontrarse ésta fuera de la autonomía de los cazas de escolta, las pérdidas en aviones y tripulaciones resultaron críticas. Los bombarderos diurnos comenzaron a ser efectivos en el momento en que entraron en servicio grandes cantidades de cazas de escolta de gran alcance, como el P-51 Mustang.
En enero de 1944, el VII Comando de Bombardeo fue designado 8.ª Fuerza Aérea cuando se creó la Fuera Aérea Estratégica de los Estados Unidos con el objetivo de coordinar los esfuerzos de bombardeo de la 8.ª y de la 15.ª Fuerza Aérea, esta última situada en Italia.

### XV Comando de Bombardeo
El IX Comando de Bombardeo pertenecía a la 9.ª Fuerza Aérea y nació como un contingente de bombarderos pesados perteneciente al USAFIME (U.S. Army Forces in the Middle East, Fuerzas Armadas de los Estados Unidos en el Medio Oriente) participando en misiones durante las campañas de Libia y Egipto durante 1942. En 1943 la 9.ª Fuerza Aérea fue transferida desde el Teatro de Operaciones Mediterráneo a Gran Bretaña para convertirse en una Fuerza Aérea Táctica en el Teatro de Operaciones Europeo, dejando atrás los bombarderos pesados del IX Comando, que se unieron a la recientemente creada 15.ª Fuerza Aérea conforComando el XV Comando de Bombardeo.
Inicialmente los bombarderos volaban desde bases en el Medio Oriente y en el Norte de África, pero luego de la invasión de Italia comenzaron a operar desde bases en el Sur de Italia. Desde allí eran capaces de lanzar raids sobre la Europa ocupada y Alemania, hasta tan lejos como Polonia

### XX Comando de Bombardeo
El XX Comando de Bombardeo era parte de la 20.ª Fuerza Aérea y voló en misiones desde China contra el Japón durante la Operación Matterhorn. Los aeródromos avanzados en China eran abastecidos desde la India a través de la cordillera del Himalaya.

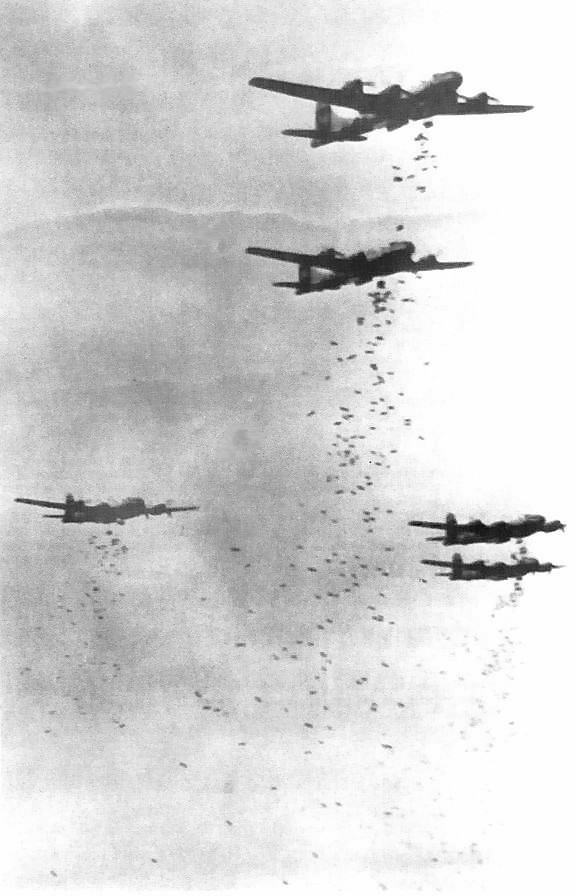
B-29 lanzando bombas sobre Japón.

La clave principal para el bombardeo de Japón era el Boeing B-29 Superfortress, que tenía un alcance de 2400 km y lanzó casi el 90% de las bombas caídas sobre las Islas Japonesas (147.000 ton). La primera misión desde China tuvo lugar el 15 de junio de 1944 y a pesar de no ser particularmente dañina para Japón a causa de que sólo 47 de los 68 bombarderos pudieron lanzar las bombas sobre Tokio, sólo un B-29 fue derribado por aviones enemigos. 
Las misiones de bombardeo desde China no eran una buena solución ya que no sólo era difícil y laborioso abastecer a los aeródromos vía la cordillera del Himalaya sino que además, los B-29, al operar desde bases tan lejanas tenían que disminuir su carga de bombas con el objetivo de cargar tanques adicionales de combustible. Por lo que ni bien los Estados Unidos ocuparon islas lo suficientemente cercanas al Japón, el XX Comando de Bombardeo se trasladó a ellas realizando una campaña de bombardeo sobre las islas japonesas de manera mucho más efectiva.

### XXI Comando de Bombardeo
En el Teatro de Operaciones del Pacífico, el XXI Comando de Bombardeo también pertenecía a la 20.ª Fuerza Aérea. Fue el principal instrumento de destrucción utilizado con Japón. Sus bombarderos pesados B-29 basados en las Islas Marianas eran los bombarderos más modernos y de mayor alcance en servicio en el mundo en ese momento, a pesar de no haber terminado de desarrollarse hasta casi el fin de la SGM. De la misma manera que en Europa, la USAAF intentó realizar bombardeos diurnos de precisión, sin embargo, esto fue imposible debido al clima de Japón ya que las bombas lanzadas desde grandes alturas eran desviadas por los poderosos vientos. El General Curtis LeMay, comandante del XXI Comando de Bombardeo cambió de estrategia y dedicó todos sus esfuerzos a realizar bombardeos a baja altura, masivos, nocturnos y principalmente incendiarios (utilizaban bombas incendiarias). Este tipo de bombardeo resultó ser muy efectivo contra Japón ya que en ese momento sus ciudades eran muy compactas y gran parte de sus edificios y casas estaban construidas con madera.
- Datos: Q16209265